# Георг Мориц фон Рор
Георг Мориц фон Рор (на немски: Georg Moritz von Rohr; * кръстен на 23 юни 1713 в Трамниц (в окръг Рупин) във Вустерхаузен в Бранденбург; † 11 юни 1793 в Брюн във Вустерхаузен) е благородник от стария род Рор в Бранденбург, господар на Трамниц в област Рупин в Бранденбург, кралски пруски хауптман, фонтанес „хауптман фон Капернаум“.
Той е син (седмото дете) на Клаус Ернст фон Рор (* 19 август 1673; † 3 януари 1735) и Анна Тугендрайх фон Ендерлайн († 2 юни 1753, Трамниц), дъщеря на Ханс Дитрих фон Ендерлайн († ок. 1708) и Доротея фон Барделебен.
Фамилията живее в имението Трамниц (в окръг Рупин) и в Триплац във Вустерхаузен (Досе) в Бранденбург. Той има общо 11 деца.

## Фамилия
Георг Мориц фон Рор се жени на 3 февруари 1756 г. в Гадов за София Катарина Доротея фон Платен (* кр. 14 април 1735, Мезендорф; † 30 ноември 1761), дъщеря на Ханс Албрехт фон Платен и Леополдина Албертина фон Мьолендорф. Те имат два сина:
- Албрехт Фридрих Кристоф Мориц фон Рор (* 19 октомври 1758, Мезендорф; † 26 януари 1802, Берлин), женен на 9 април 1790 г. в Берлин за Ернестина София Лориол д'Аниерес (* 13 октомври 1758, Берлин; † 8 юни 1829, Трамниц); имат пет деца, три сина и две дъщери
- Ернст Карл Албрехт Ото фон Рор (* 9 Ддекември 1759; † 1806, Йена)

Георг Мориц фон Рор се жени втори път на 13 юли 1762 г. в Триплац за София Шарлота Отилия фон Вален-Юргас (* ок. 1738; † 24 август 1769, Триплац), дъщеря на Кристиан Хайнрих фон Вахен-Юргас (1692 – 1756) и Луиза Хенриета фон Рор (* 1710). Те имат децата:
- Ото Кристиан Албрехт Лудвиг фон Рор (* 25 януари 1763, Триплац; † 27 февруари 1839, Берлин), кралски пруски генерал-майор, женен на 15 октомври 1820 г. в Алт-Кюнкендорф за Луиза Каролина Отилия фон Шмелинг (* 4 август 1783, Щетин; † 18 февруари 1872, Алт-Кюнкендорф); нямат деца
- Георг Мориц Ернст Кристиан фон Рор (* 8 юли 1766, Триплац; † 22 февруари 1832, Триплац), женен в	Триплац за Антоанета Шарлота Фридерика Хенриета фон Хюнеке (* 7 октомври 1777, Мьотлиц; † 18 декември 1852, Берлин); имат осем деца
- Ернст Кристиан Зигмунд Рудолф фон Рор (* 7 април 1769, Триплац; † 6 октомври 1769, Триплац)

Георг Мориц фон Рор се жени втрети път на 19 април 1770 г. в Триплац за Елизабет София Вилхелмина фон дер Хаген (* ок. 1746; † 8 август 1774, Триплац). Те имат една дъщеря:
- София Шарлота Тугендрайх фон Рор (* 28 март 1772, Триплац; † 6 април 1772, Триплац)

Георг Мориц фон Рор се жени четвърти път на 10 април 1776 г. в Хайлигенграбе за Мария Доротея Ганз цу Путлиц (* ок. 1746), дъщеря на Албрехт Леополд Ганз цу Путлиц (1687 – 1755) и Сибила Хедвиг фон Бибов (1713 – 1774). Те имат пет деца:
- Лудвиг Албрехт Карл фон Рор (* 12 януари 1777, Триплац; † 1813)
- Ханс Ернст Георг фон Рор (* 17 януари 1779, Триплац; † сл. 1804)
- Доротея Мария фон Рор (* 13 февруари 1781, Триплац)
- София Елизабет фон Рор (* 12 януари 1783, Триплац)
- Мария Шарлота Анна фон Рор (* 7 декември 1785, Брюн)